# Szabadsági fok
A szabadsági fok kifejezés a hőtanban honosodott meg, a gázok egyik jellemzőjeként.

## Elméleti alapja

### Egyatomos gázok
Az ekvipartíció tétele szerint minden gázatom azonos mennyiségű mozgási energiával rendelkezik. Ennek nagysága {\displaystyle {\frac {3}{2}}kT}, ahol a T a Kelvinben mért hőmérséklet, a k pedig a Boltzmann-állandó. Ebben a formában azonban ez csak az egyatomos gázokra igaz.

### Többatomos gázok
A többatomos gázoknak nem csak lendületük, perdületük is van. Ez ahhoz hasonlítható, mikor egy rönköt legurítanak a lejtőről, és a lendület és a perdület összege (ha a gördülési súrlódást elhanyagoljuk) együtt teszi ki a helyzeti energiát. A forgásból adódó energia annyiszor {\displaystyle {\frac {1}{2}}kT}, ahány merőleges forgási tengelye van a molekulának. Ez kétatomos gázoknál 2, többatomosnál 3.  A két "képlet" egyesítve megadja az egy molekulára jutó átlagos energiát, {\displaystyle {\frac {f}{2}}kT} alakban, ahol az f a szabadsági fok, ami tehát egyatomos gázoknál (He, Ne, Ar, Kr, Xe, Rn) {\displaystyle f=3}; kétatomos gázoknál (pl: H2, N2, 02) {\displaystyle f=5}, többatomosokra  (pl: CH4) általában {\displaystyle f=6}.

### A haladó mozgás szabadsági foka
A haladó mozgáshoz három szabadsági fok van rendelve. Fontos megemlíteni, hogy a gázok nem csak az egymásra merőleges tengelyek mentén mozognak. Azonban bármilyen irányú mozgást fel lehet bontani erre a három irányra,  mint egy háromdimenziós koordináta-rendszer. Az itt adódó értékek vektoros összege azonban nagyságában, és irányában is egyenlő lesz az eredeti iránnyal.

## A szabadsági fok fogalmának általánosítása
A szabadsági fok egy anyagi rendszer állapotának egyértelmű meghatározásához szükséges, egymástól független mennyiségek száma. E szám nagy mértékben függ a vizsgálni kívánt jelenségtől, azonos anyagi rendszerek esetén is.
Pl. ha a rendszer egyetlen, tömegpontnak tekinthető részecskéből áll, és szabadon mozoghat, úgy pl. mechanikai állapotát valamely pillanatban a részecske hely- és sebességvektorának három-három komponense határozza meg, vagyis a tömegpont mechanikai szabadságfoka 6. Ezért N számú tömegpontból álló rendszer mechanikai szabadságfoka 6N. 

Ha viszont energiamérlegét vizsgáljuk, akkor - a mechanika klasszikus közelítésében - az energiáját a hely- és sebességkoordináták négyzetes összege határozza meg. Vagyis: ahány tagja van ennek az összegnek, energetikai értelemben akkora a rendszer szabadságfoka. 

Ha viszont nem mozoghat szabadon a tömegpont, pl. egy fonalhoz kötött tömegpont csak egy gömbfelületen mozoghat, akkor helykoordinátái közül csak 2 független - további megszorítás érvényes a síkingára, az esetben meg csak 1 a szabadsági fok.
Kis nyomású gázok esetén a molekuláris mozgások felbonthatók a molekula tömegközéppontjának elmozdulására, a merev molekula forgására és - ha ennek vizsgálatára is szükségünk van - az atomok molekulán belüli rezgéseire is. Így vizsgálva a szabadsági fokok számát, molekulánként a transzláció 3 szabadsági foka (a sebességvektor három komponensének megfelelően), a rotáció 2 vagy 3 szabadsági foka mellett (aszerint, hogy a molekula lineáris-e vagy sem), minden rezgés pedig 3 további szabadsági fokot jelent (amplitúdót, periódusidőt és kezdőfázist), ha a rendszer hőmérséklete elég magas ahhoz, hogy a molekulák klasszikus harmonikus oszcillátorként viselkedjenek. 

Ezzel szemben, ha makroszkópikus termodinamikai rendszerként vizsgáljuk e gázt, szabadsági foka egyenlő - termodinamikai vizsgálatok szempontjából - a rendszer állapotát meghatározó, független termodinamikai állapothatározók számával. Ez a legegyszerűbb, egykomponensű, egyfázisú rendszer esetében 2 (pl. nyomás és hőmérséklet vagy nyomás és térfogat lehet a két állapothatározó; állapotegyenlet). Bonyolultabb rendszerek szabadsági fokát a fázistörvény határozza meg.